# 니키 라이저
니키 라이저(Niki Reiser, 1958년 5월 12일)은 스위스 출신의 영화음악 작곡가이다.

## 삶
스위스에서 태어나 플룻을 전공했다. 1980년부터 1984년까지 버클리 음악 대학에서 재즈와 서양고전음악을 공부했다.

## 작업한 영화
- 1994년 - <파니 핑크>
- 2005년 - <내 남자의 유통기한>
- <화이트 마사이>
- <러브 인 아프리카>
- <썸머 스톰>

## 상
- 독일 영화상 - 1997년, 1999년, 2002년, 2005년
- 독일 영화상 영화음악상 - 2009년